# 拉斐特鎮區 (阿勒馬基縣)
拉斐特鎮區（Lafayette Township），美国艾奥瓦州阿勒马基县的一个鎮區，总面积118.73平方公里，总人口421（2010年美国人口普查）。该鎮區无建制居民点。